# Stockholm Open 1983
Lo Stockholm Open 1983 è stato un torneo di tennis giocato sul cemento indoor. 
È stata la 15ª edizione dello Stockholm Open, del Volvo Grand Prix 1983.
Il torneo si è giocato al Kungliga tennishallen di Stoccolma in Svezia, dal 31 ottobre al 6 novembre 1983.

## Campioni

### Singolare
Mats Wilander ha battuto in finale  Tomáš Šmíd con il punteggio di 6–1, 7–5

### Doppio
Anders Järryd /  Hans Simonsson hanno battuto in finale  Johan Kriek /  Peter Fleming ,7–6, 7–5